# پیتر چارلز
پیتر چارلز (انگلیسی: Peter Charles؛ زادهٔ ۱۸ ژانویهٔ ۱۹۶۰) سواکار اهل بریتانیا است.